# Santa Maria in Portico Octaviae
Santa Maria in Portico Octaviae (lat. Diaconia Sanctae Mariae in Porticu Octaviae) war eine Titeldiakonie, die im Jahr 590 von Papst Gregor dem Großen errichtet wurde. Am 26. Juni 1662 wurde der Titel von Papst Alexander VII. aufgehoben und auf Santa Maria in Portico Campitelli übertragen. Die Kirche war damals bereits eine Ruine.

## Kardinaldiakone
Die folgenden Personen waren Kardinaldiakone von Santa Maria in Portico Octaviae:
- Theodinus O.S.B.Cas. (?–1099?)[1]
- Romanus (1118–1134)[2]
- Chrysogone, O.S.B.Clun. (1134–1138 ? ernannt zum Kardinalpriester von Santa Prassede)
- Ribaldo (1138–1139 ? ernannt zum Kardinalpriester von Sant’Anastasia)
- Pietro (1140–1145)
- Guido (1145)
- Guy (1145 – circa 1159 verstorben)
- Gualterio (o Gautier) (circa 1149 – circa 1155 verstorben)
- Giovanni Pizzuti, Can.Reg. (1157 ? – März 1158 ernannt zum Kardinalpriester von Sant’Anastasia)
- Giovanni de’ Conti dei Segni (Februar 1158 – 1167, ernannt zum Kardinalpriester von San Marco)
- Laborans (1173–1179, ernannt zum Kardinalpriester von Santa Maria in Trastevere)
- Rolando Paparoni (1180–1189, verstorben)
- Roland, O.S.B.Clun. (6. März 1185 – 4. März 1188 verstorben)
- Gregorio de Galgano (12. März 1188–1202)
- Giacomo Guala Bicchieri (o Beccaria) (1205–1211 ernannt zum Kardinalpriester von Santi Silvestro e Martino ai Monti)
- Matteo Rosso Orsini (1262–1305 verstorben)
- Arnaud de Pellegrue (1305 – August 1331 verstorben)
- Hugues de Saint-Martial (17. September 1361 – 1403 verstorben)
- Giovanni Battista Zeno (22. November 1468 – März 1470 ernannt zum Kardinalpriester von Sant’Anastasia)
- Vakant (1470–1500)
- Marco Cornaro (5. Oktober 1500 – 19. März 1513 ernannt zum Kardinaldiakon von Santa Maria in Via Lata)
- Bernardo Dovizi da Bibbiena (29. September 1513 – 9. November 1520 verstorben)
- Francesco Pisani, in commendam (27. Februar 1528 – 4. Mai 1541 zurückgetreten)
- Juan Álvarez de Toledo, O.P. (4. Mai 1541 – 6. Juli 1541 ernannt zum Kardinalpriester von San Sisto)
- Antoine Sanguin de Meudon (15. Juli 1541 – 28. Februar 1550 ernannt zum Kardinalpriester von San Crisogono)
- Francesco Pisani, in commendam (28. Februar 1550 – 29. Mai 1555 zurückgetreten)
- Girolamo Doria (29. Mai 1555 – 25. März 1558 verstorben)
- Alfonso Carafa (16. Dezember 1558 – 6. März 1559 ernannt zum Kardinaldiakon von Santa Maria in Domnica)
- Vitellozzo Vitelli (6. März 1559 – 17. November 1564 ernannt zum Kardinaldiakon von Santa Maria in Via Lata)
- Innocenzo Ciocchi del Monte (17. November 1564 – 3. Dezember 1568 ernannt zum Kardinaldiakon von Santa Maria in Via Lata)
- Francesco Alciati (13. Mai 1569 – 20. April 1580 verstorben)
- Ippolito de’ Rossi (15. Januar 1586 – 27. April 1587 ernannt zum Kardinalpriester von San Biagio dell’Anello)
- Hugues Loubenx de Verdalle, O.S.Io.Hier. (15. Januar 1588 – 4. Mai 1595 verstorben)
- Bartolomeo Cesi (21. Juni 1596 – 5. Dezember 1611 ernannt zum Kardinalpriester von San Pietro in Vincoli)
- Ferdinando Gonzaga (19. November 1612 – 1615 zurückgetreten)
- Ferdinand von Spanien (29. Juli 1619 – 9. November 1641 verstorben)
- Virginio Orsini, O.S.Io.Hier. (10. Februar 1642 – 10. November 1642 ernannt zum Kardinaldiakon von Santa Maria Nuova)
- Vincenzo Costaguti (31. August 1643 – 23. September 1652 ernannt zum Kardinaldiakon von Sant’Angelo in Pescheria)
- Francesco Maidalchini (23. März 1654 – 26. Juni 1662 ernannt zum Kardinaldiakon von Santa Maria in Portico Campitelli)
- Diakonie aufgehoben 1662